# Констанц
Констанц (њем. Konstanz) општина је у њемачкој савезној држави Баден-Виртемберг, са око 81.500 становника. Једно је од 25 општинских средишта округа Констанц. Посједује регионалну шифру (AGS) 8335043, NUTS (DE138) и LOCODE (DE KON) код. То је највећи град на Боденском језеру. Налази се уз саму границу са Швајцарском. Кроз град протиче река Рајна.
У Костанцу постоји универзитет основан 1966. и висока школа за технику, привреду и менаџмент.

## Географија
Општина се налази на надморској висини од 405 метара. Површина општине износи 54,1 km².

## Становништво
У самом мјесту је, према процјени из 2010. године, живјело 82.608 становника. Просјечна густина становништва износи 1.527 становника/km².

## Историја
Историја града почиње од времена Римског царства. Град се тада звао Констанција (Constantia) по цару Констанцију I Хлору.
У Средњем веку то је био један од значајнијих европских градова са 40.000 становника.
Овде се од 1414. до 1418. одржао екуменски сабор (Сабор у Констанцу) који је означио крај велике шизме на западу избором папе Мартина V. На истом сабору је због јереси на ломачи спаљен Јан Хус.
Околину Констанца је у 15. веку заузела Швајцарска конфедерација. Констанц је покушао да јој се придружи, али су се Швајцарци бојали његове доминације, па су га одбили. Констанц се онда придружио Швапској. У граду је постојао јак покрет Реформације, за којим је следила Контрареформација почетком 17. века.
Године 1806. Констанц је постао део великог војводства Баден, а од 1871. је у Немачкој.

## Међународна сарадња
| Мјесто      | Држава               | Врста сарадње | Од    |
| ----------- | -------------------- | ------------- | ----- |
| Табор       | Чешка                | партнерство   | 1984. |
| Суџоу       | Кина                 | пријатељство  | 2004. |
| Нова Горица | Словенија            | партнерство   | 2000. |
| Лоди        | Италија              | партнерство   | 1986. |
| Ричмонд     | Уједињено Краљевство | партнерство   | 1983. |
| Фонтенбло   | Француска            | партнерство   | 1960. |
| Извор       |                      |               |       |